# Puccinia soldanellae
Puccinia soldanellae är en svampart som först beskrevs av Augustin Pyrame de Candolle, och fick sitt nu gällande namn av Karl Wilhelm Gottlieb Leopold Fuckel 1875. Puccinia soldanellae ingår i släktet Puccinia och familjen Pucciniaceae.   Inga underarter finns listade i Catalogue of Life.